# استنشق (فلم)
إستنشق (بالإنجليزية: Inhale) هو فلم إثارة أمريكي تم إنتاجه في سنة 2010 وهو من إخراج بالتاسار كورماكور وبطولة ديرموت مولروني وديان كروغر وسام شيبارد، الفلم يتكلم عن شخصين متزوجين ولديهما ابنة تعاني في رئتها وتحتاج إلى عملية نقل رئة، مدة هذا الفلم 86 دقيقة.

## روابط خارجية
- مقالات تستعمل روابط فنية بلا صلة مع ويكي بيانات